# Ткачёв, Сергей Анатольевич
Серге́й Анато́льевич Ткачёв (род. 19 мая 1989, Богучар, Воронежская область) — российский футболист, полузащитник.

## Биография
С 1996 по 2002 (либо 2001) год обучался в Богучарской средней общеобразовательной школе. После этого переехал в Воронеж, играл в футбольной команде ФЦШ-73.
Летом 2009 года 20-летний игрок поехал на просмотр в «Крылья Советов», где остался играть. Проведя несколько матчей за молодёжный состав самарцев, Ткачёв начал привлекаться к основе. Дебютировал в чемпионате России 30 октября 2009 года в матче 27-го тура против «Рубина» в Казани. Он вышел на замену на 83-й минуте. Первый гол в чемпионате России забил 10 мая 2010 года в матче 10-го тура против «Сибири» в Новосибирске. Он открыл счёт на 6-й минуте. В январе 2011 года побывал на просмотре в донецком «Металлурге», но подписал трёхлетний контракт с харьковским «Металлистом». В составе «Металлиста» дебютировал 5 марта 2011 года в выездном матче против полтавской «Ворсклы» (0:0), Ткачёв начал матч в основе, но на 61 минуте был заменён на Марко Девича. 14 февраля 2012 года был отдан в аренду в екатеринбургский «Урал». Неплохо проявив себя на Кубке ФНЛ, Сергей закрепился в составе и вскоре удачно дебютировал в ФНЛ. 12 марта 2012 года в игре с «Мордовией» отличился забитым мячом. 12 июля 2012 года был отдан в годичную аренду в «Севастополь».
19 июня 2013 года официально стал игроком московского «Локомотива», подписав контракт на три года. 14 июля 2013 года дебютировал в составе «Локомотива» выйдя на замену в матче с «Анжи», в этом матче он отдал голевую передачу на Романа Павлюченко, установив окончательный счёт 2:2. 21 сентября 2013 года забил свой первый гол за «Локомотив» в матче с московским «Динамо», установив окончательный счёт в матче — 3:1. 30 декабря 2014 года был отдан до конца сезона в аренду «Кубани». В «Кубани» Ткачёву удалось стать одним из лидеров команды, летом 2015 года краснодарский клуб выкупил его контракт. Однако из-за задержек по заработной плате Ткачёв разорвал контракт с «Кубанью» уже в декабре 2015 года.
11 января 2016 года по приглашению Леонида Слуцкого подписал четырёхлетний контракт с ЦСКА, отказавшись от перехода в «Штутгарт». 30 января 2016 года дебютировал в товарищеском матче против загребского «Динамо» (0:0), отыграл 46 минут, в перерыве был заменён. Первый официальный матч в составе ЦСКА провёл 6 марта 2016 года в 19-м туре против «Спартака» (1:0). До окончания сезона 2015/16 Ткачёв регулярно появлялся в составе команды, играя как в основе, так и выходя на замену. 24 июня 2016 года на правах аренды перешёл в клуб «Крылья Советов».
Сезон 2017/18 провёл в аренде в тульском «Арсенале». Под руководством Миодрага Божовича заработал 11 очков по системе «гол + пас», выходя на поле в каждой игре. За мощные дальние удары заработал от болельщиков прозвище «Русский Халк».
В июне 2019 года тульский «Арсенал» выкупил контракт Ткачёва у ЦСКА, подписав с ним двухлетний контракт.
1 июля 2023 года перешёл в «Родину», но уже в августе вернулся в тульский «Арсенал». Стал играть под номером 77, после зимнего ухода Алексея Померко в «Челябинск» вернул себе номер 11.

## Достижения
«Металлист»
- Бронзовый призёр чемпионата Украины: 2010/11

«Севастополь»
- Победитель Первой лиги Украины: 2012/13

«Локомотив» (Москва)
- Бронзовый призёр чемпионата России: 2013/14

«Кубань»
- Финалист Кубка России: 2014/15

ЦСКА (Москва)
- Чемпион России: 2015/16
- Финалист Кубка России: 2015/16

## Клубная статистика
| Выступление               | Выступление      | Выступление      | Лига | Лига | Кубок | Кубок | Еврокубки | Еврокубки | Итого | Итого |
| Клуб                      | Лига             | Сезон            | Игры | Голы | Игры  | Голы  | Игры      | Голы      | Игры  | Голы  |
| ------------------------- | ---------------- | ---------------- | ---- | ---- | ----- | ----- | --------- | --------- | ----- | ----- |
| ФЦШ-73                    | Второй див.      | 2008             | 24   | 3    | 1     | 1     | —         | —         | 25    | 4     |
| ФЦШ-73                    | Итого            | Итого            | 24   | 3    | 1     | 1     | —         | —         | 25    | 4     |
| Крылья Советов (Самара)   | РФПЛ             | 2009             | 3    | 0    | 0     | 0     | —         | —         | 3     | 0     |
| Крылья Советов (Самара)   | РФПЛ             | 2010             | 16   | 2    | 1     | 0     | —         | —         | 17    | 2     |
| Крылья Советов (Самара)   | Итого            | Итого            | 19   | 2    | 1     | 0     | 0         | 0         | 20    | 2     |
| Металлист                 | УПЛ              | 2010/11          | 7    | 0    | 2     | 0     | —         | —         | 9     | 0     |
| Металлист                 | УПЛ              | 2011/12          | 3    | 0    | 2     | 1     | 1         | 0         | 6     | 1     |
| Металлист                 | Итого            | Итого            | 10   | 0    | 4     | 1     | 1         | 0         | 15    | 1     |
| → Урал                    | ФНЛ              | 2011/12          | 14   | 3    | 0     | 0     | —         | —         | 14    | 3     |
| → Урал                    | Итого            | Итого            | 14   | 3    | 0     | 0     | —         | —         | 14    | 3     |
| → Севастополь             | Первая Лига      | 2012/13          | 13   | 8    | 2     | 2     | —         | —         | 15    | 10    |
| → Севастополь             | Итого            | Итого            | 13   | 8    | 2     | 2     | —         | —         | 15    | 10    |
| Локомотив (Москва)        | РФПЛ             | 2013/14          | 19   | 3    | 0     | 0     | 0         | 0         | 19    | 3     |
| Локомотив (Москва)        | РФПЛ             | 2014/15          | 4    | 0    | 2     | 0     | 0         | 0         | 6     | 0     |
| Локомотив (Москва)        | Итого            | Итого            | 23   | 3    | 2     | 0     | 0         | 0         | 25    | 3     |
| Кубань                    | РФПЛ             | → 2014/15        | 11   | 4    | 3     | 0     | —         | —         | 14    | 4     |
| Кубань                    | РФПЛ             | 2015/16          | 16   | 3    | 1     | 0     | —         | —         | 17    | 3     |
| Кубань                    | Итого            | Итого            | 27   | 7    | 4     | 0     | —         | —         | 31    | 7     |
| ЦСКА (Москва)             | РФПЛ             | 2015/16          | 8    | 0    | 3     | 0     | 0         | 0         | 11    | 0     |
| ЦСКА (Москва)             | Итого            | Итого            | 8    | 0    | 3     | 0     | —         | —         | 11    | 0     |
| → Крылья Советов (Самара) | РФПЛ             | 2016/17          | 20   | 2    | 1     | 1     | —         | —         | 21    | 3     |
| → Крылья Советов (Самара) | Итого            | Итого            | 20   | 2    | 1     | 1     | —         | —         | 21    | 3     |
| Арсенал (Тула)            | РФПЛ             | → 2017/18        | 28   | 6    | 1     | 0     | —         | —         | 29    | 6     |
| Арсенал (Тула)            | РФПЛ             | → 2018/19        | 26   | 5    | 4     | 0     | —         | —         | 30    | 5     |
| Арсенал (Тула)            | РФПЛ             | 2019/20          | 4    | 1    | 0     | 0     | 2         | 0         | 6     | 1     |
| Арсенал (Тула)            | Итого            | Итого            | 58   | 12   | 5     | 0     | 2         | 0         | 65    | 12    |
| Всего за карьеру          | Всего за карьеру | Всего за карьеру | 216  | 40   | 23    | 5     | 3         | 0         | 242   | 45    |